# Labordia
Labordia é um género botânico pertencente à família Loganiaceae.
1. ↑  «Labordia — World Flora Online». www.worldfloraonline.org. Consultado em 19 de agosto de 2020